# Club Las Piranjas (Fernsehserie)

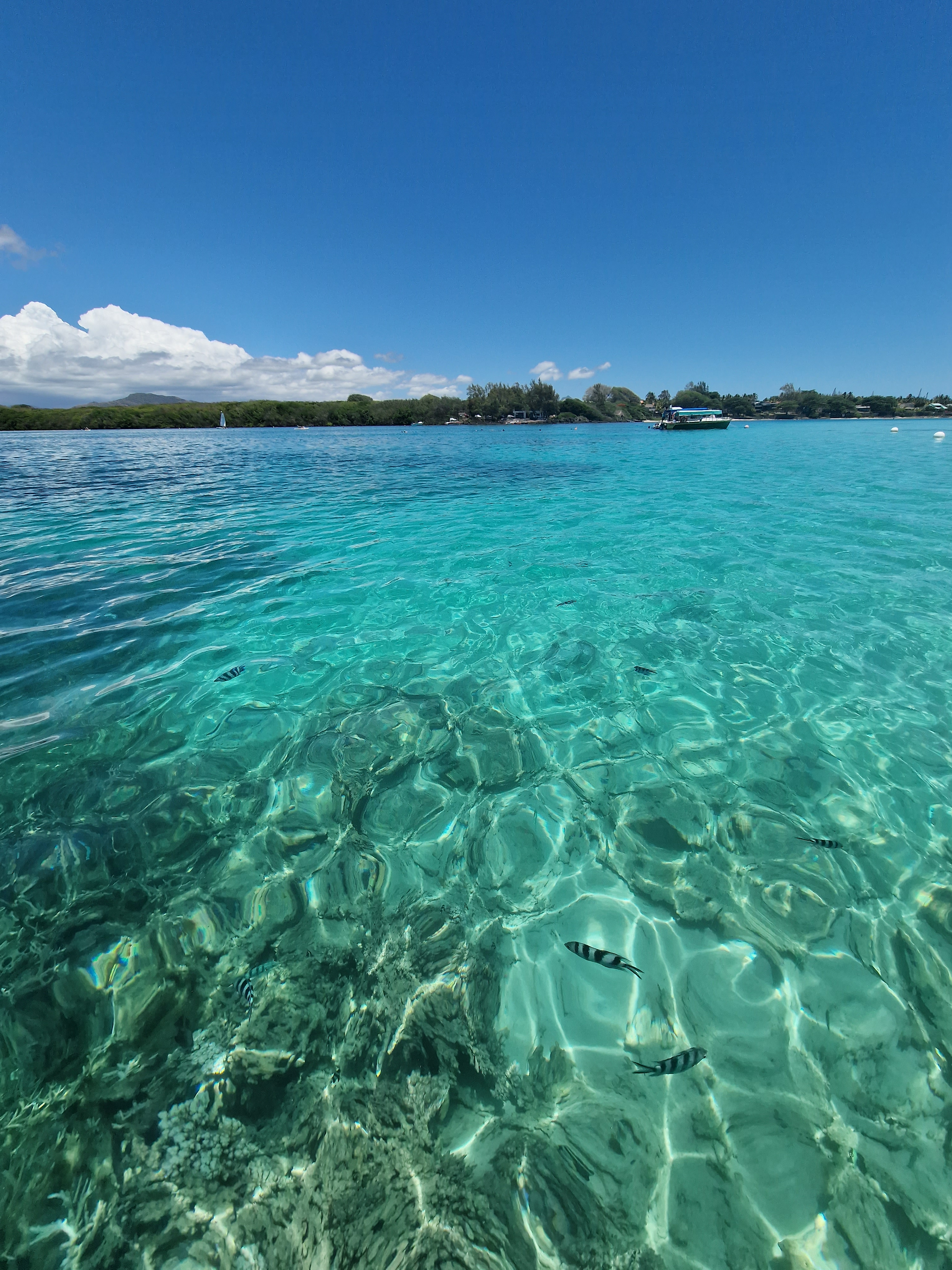
Der Großteil der Serie spielt auf Mauritius

Club Las Piranjas ist eine deutsche Miniserie von RTL Television mit Hape Kerkeling in der Hauptrolle, die erstmals am 20. und 21. Dezember 2023 im Hauptabendprogramm ausgestrahlt wurde.

## Handlung
Fast drei Jahrzehnte nachdem Edwin Öttel im Club Las Piranjas als Animateur gearbeitet hatte, läuft aktuell ziemlich viel schief in seinem Leben. Er fliegt aus seiner Wohnung, seine Show-Partnerin Lilly de Jung lässt ihn wegen ausbleibender Gage sitzen und als er sich mit seinem Bus in die Kiesgrube stürzen möchte, gibt dieser seinen Geist auf. Ein Anruf führt Edwin ins Krankenhaus zu seiner sterbenskranken früheren Chefin und Geliebten Renate. Kurz bevor diese das Zeitliche segnet, macht sie ihm ein Angebot. Ihr gemeinsamer Sohn Björn, der nichts von Edwin weiß, leitet gerade das nach Mauritius umgesiedelte Clubresort Las Piranjas, welches aber eher schlecht läuft. Sollte es Edwin gelingen, Björns Hochzeit mit der Vietnamesin Lani zu verhindern, würde er die Hälfte des Clubs erben.
Edwin fliegt nach Mauritius, Renates auf einen Bonus hoffender Anwalt Dr. Assmann begleitet ihn. Edwin gibt sich zunächst unter falschem Namen als Renates Pfleger aus, um seine Identität vor Björn zu verbergen. Er freundet sich mit der Trinkhallenbesitzerin Änne aus Datteln an, mit der er Zeit verbringt und feiern geht. Mit Intrigen versucht er, Björn und Lani zu entzweien und die Abläufe im Hotel zu stören, damit der resultierende Stress zu Streitigkeiten zwischen dem jungen Paar führt. Doch so richtig erfolgreich sind seine Versuche zunächst nicht. Er engagiert auch ein Callgirl mit dem Plan, Björn in eine pikante Situation zu bringen.
Edwin trifft im Resort auf Biggi, mit der er früher im Club Las Piranjas arbeitete. Diese arbeitet für ein großes Hotelunternehmen und möchte sich das Hotelresort unter den Nagel reißen. Es gibt eine Klausel, dass das Unternehmen den Club Las Piranjas erhalte, sollte die Zufriedenheit der Hotelgäste unter 60 Prozent fallen. Diese wird permanent über Tablets erfasst, auf denen die Gäste grüne und rote Piranjas vergeben. Biggis Plan scheint zunächst aufzugehen, doch Edwin, der seinem Sohn immer mehr anfreundet, kann dies schließlich verhindern. Biggi wird daraufhin von dem Unternehmen gefeuert.
Als Edwin das angeheuerte Callgirl abbestellen möchte, erfährt er, dass er aufgrund einer Verwechslung eine Auftragskillerin gebucht hat. Eine Verdächtige wird schließlich festgenommen, sodass man sich wieder auf die Hochzeit konzentrieren kann. Kurz vor der Hochzeit kommt es jedoch zu Streitigkeiten zwischen Edwin und seinem Sohn, der mittlerweile weiß, dass Edwin sein Vater ist. Als Björn vor den Augen von Lanis Eltern Edwin schlägt, sind ihre Eltern gegen die Hochzeit. Doch es gelingt Björn, sie umzustimmen. Bei der Trauung versucht die wirkliche Auftragskillerin auf Björn zu schießen, doch Biggi macht ihr einen Strich durch die Rechnung, sodass Björn und Lani endlich heiraten können.
Am Ende der Serie beschließen Edwin und Björn, das Resort gemeinsam zu führen, Biggi wird als Sängerin angestellt, Edwin ist nun mit Änne zusammen.

## Produktionsnotizen
Hape Kerkeling kündigte im Dezember 2021 an, nach mehr als einem Vierteljahrhundert erneut in die Rolle des Edwin Öttel zu schlüpfen und eine Fortsetzung des Films von 1995 zu drehen. Die Serie wurde vom 19. April 2022 bis zum 29. Juni 2022 auf Mauritius sowie in Köln und Umgebung gedreht. Der Schauspieler Matthias Lamp, der in der Neuauflage den nörgelnden Falko Schnepper spielt, ist kurz nach den Dreharbeiten im Alter von nur 41 Jahren verstorben.

## Episodenliste
| # | Premiere          | Einschaltquote (Marktanteil) |
| 1 | 20. Dezember 2023 | 2,24 Mio. (6,4 Prozent)      |
| 2 | 20. Dezember 2023 | 2,08 Mio. (6,4 Prozent)      |
| 3 | 21. Dezember 2023 | 1,66 Mio. (6,3 Prozent)      |
| 4 | 21. Dezember 2023 | 1,48 Mio. (5,8 Prozent)      |

## Rezeption

### Kritiken
Rainer Tittelbach gibt der Serie in seiner Bewertung bei tittelbach.tv insgesamt nur 2,5 von 6 Sternen. Es scheint, als wolle RTL das zu den Öffentlich-Rechtlichen abgewanderte Publikum wieder zurückgewinnen. Die Serie sei ein lustlos „geschüttelte[r] Klischee-Cocktail“, den man sich nicht schön gucken könne. Die Serie sei eindimensional, erheiternde Nebenschauplätze würden fehlen. Insgesamt ein dramaturgischer Offenbarungseid, ironiefrei mit Fremdschamgarantie. Auch die Kerkeling zugeschriebene „Witzischkeit“ würde sich nicht entwickeln, sein Edwin Öttel sei einfach nur lahm.
Die Redaktion der TV Spielfilm gibt der Serie einen Daumen nach rechts und schreibt, der Film sei „[e]in biederer Nordseeurlaub in Indischer-Ozean-Kulisse“. Die Serie als Fortsetzung des Films aus den 1990er Jahren wirke wie „das ARD-„Traumhotel“, wo Stars bezahlten Urlaub machten“.
Daniel Teuteberg gibt der Serie in seiner Kritik bei TV Wunschliste 3 von 5 Punkten. Er stellt zunächst den Film von 1995 genauer vor und vergleicht dann die 28 Jahre später stattfindende Serienfortsetzung damit. Die Fortsetzung sei allerdings nur teilweise geglückt. Das Satirische des Originalfilms habe sich mehr zu einer harmlosen Komödie gewandelt, der Wechsel zwischen Klamauk und Tiefgang wäre nicht immer ganz stimmig. Die Darstellung des Edwin gerate etwas zu albern, Angelika Milster würde in Folge drei erst viel zu spät auftreten; sie hätte der Handlung gutgetan – auch wenn der Wandel zur Managerin nicht richtig zur Rolle passe. Trotz der Kritikpunkte würde der Kult des Originalfilms nicht beschädigt werden. Kultpotential sieht Teuteberg in der Miniserie – im Gegensatz zum Film – allerdings nicht.

### Einschaltquoten
Die Ausstrahlung der vier Folgen am 20. und 21. Dezember verfolgten in Deutschland 2,24, 2,08, 1,66 bzw. 1,48 Millionen Zuschauer.